# Гардапхадзе, Карло Константинович
Карло Константинович Гардапхадзе (15 сентября 1917 года — 15 сентября 2015 года) — советский партийный деятель.

## Биография
Родился в 1917 году в селе Твиши ныне Цагерского района Грузии.
После окончания  школы поступил на исторический факультет Тбилисского университета, который впоследствии и окончил. Одновременно в течение трех лет учился также в Закавказском коммунистическом университете. После упразднения университета был переведен в Кировский район на руководящую комсомольскую и партийную работу.
Затем продолжил обучение в Академии общественных наук в Москве. Стал  кандидатом исторических наук.
На руководящей государственной работе с 1959 года. С 1961 по 1977 год — председатель Государственного комитета по телевидению и радиовещанию Грузинской ССР, член Совета Министров Грузинской ССР, с 1977 по 1985 год — министр социального обеспечения Грузинской ССР.
Являлся председателем совета ветеранов Великой Отечественной войны Грузии.